# Autopista AP-9
La Autopista AP-9 (o AP-9) è un'autostrada spagnola. Essa parte da La Coruña, fino ad arrivare a Tui, per un totale di 219,6 km.

## Percorso
|      |                                                                                          |        |                |  |  |
| Tipo | Indicazione                                                                              | Uscita | Strada europea |  |  |
|      | AC-11 Avenida Alcalde Alfonso Molina, AC-12 Puente del Pasaje                            | 3      |                |  |  |
|      | Area di servizio "Burgo"                                                                 | 6      |                |  |  |
|      | Cambre, Aeropuerto de A Coruña                                                           | 7      |                |  |  |
|      | Cambre (solo carreggiata nord)                                                           | 12     |                |  |  |
|      | AP-9F Ferrol                                                                             | 15     |                |  |  |
|      | Barriera Guísamo                                                                         | 15     |                |  |  |
|      | A-6 Arteixo - Lugo                                                                       | 16     |                |  |  |
|      | Area di parcheggio "Piadela"                                                             | 18     |                |  |  |
|      | Area di servizio "Ameixeira"                                                             | 39     |                |  |  |
|      | Ordes                                                                                    | 41     |                |  |  |
|      | Barriera Sigüeiro, Sigüeiro, Aeroporto de Santiago                                       | 55     |                |  |  |
|      | Area di parcheggio "Marantes"                                                            | 60     |                |  |  |
|      | SC-20 Santiago (norte), A-54 Lugo - Aeroporto de Santiago                                | 67     |                |  |  |
|      | AP-53 Ourense, AG-59 A Estrada                                                           | 72     |                |  |  |
|      | SC-11 Santiago (centro), N-525 Ourense                                                   | 72     |                |  |  |
|      | SC-20 Santiago (sur) - Milladoiro, AG-56 Noia                                            | 75     |                |  |  |
|      | Barriera Teo                                                                             | 79     |                |  |  |
|      | Area di servizio "Compostela"                                                            | 81     |                |  |  |
|      | N-550 Padrón, VRG-1.1 Ribeira                                                            | 93     |                |  |  |
|      | Ribeira, Catoira, Valga (solo carreggiata nord)                                          | 104    |                |  |  |
|      | Caldas de Reis, Vilagarcía de Arousa                                                     | 110    |                |  |  |
|      | Area di servizio "Salnes"                                                                | 114    |                |  |  |
|      | VRG-4.1 Sanxenxo/Sangenjo, O Grove                                                       | 119    |                |  |  |
|      | Barriera Poio                                                                            | 128    |                |  |  |
|      | Pontevedra (norte)                                                                       | 129    |                |  |  |
|      | PO-10 Pontevedra (sur), N-537 Ourense, N-550 Vigo PO-11 Marín, PO-12 Pontevedra (centro) | 132A/B |                |  |  |
|      | Area di parcheggio "Bértola"                                                             | 135    |                |  |  |
|      | Barriera Figueirido, Redondela, Vilaboa                                                  | 137    |                |  |  |
|      | Area di servizio "San Simón"                                                             | 144    |                |  |  |
|      | CRG-4.1 Moaña, Cangas                                                                    | 146    |                |  |  |
|      | Redondela (solo carreggiata nord)                                                        | 148    |                |  |  |
|      | AP-9V Vigo, N-552 Teis - Chapela                                                         | 151    |                |  |  |
|      | Redondela, Aeropuerto de Vigo                                                            | 157    |                |  |  |
|      | A-52 Ourense - Madrid, A-55 Vigo - Tui                                                   | 159    |                |  |  |
|      | VG-20 Vigo, AG-57 Nigran - Baiona                                                        | 161    |                |  |  |
|      | Barriera Porriño, Porriño, A-55 Vigo - Tui, A-52 Ourense                                 | 166    |                |  |  |
|      | Tui, A-55 Portugal, A-55 Vigo                                                            | 178    |                |  |  |